# Das Schild
Das Schild (Originaltitel The Sign) ist die 49. Folge der dritten Staffel der australischen Animationsserie Bluey und die insgesamt die 153. In Bluey geht es um Spiel, Fantasie und das Familienleben, wie es die titelgebende Figur Bluey – ein Australian Cattle Dog – und ihre Familie und Freunde erleben. In Das Schild muss sich Blueys Familie, die Heelers, zu denen auch ihre Schwester Bingo und ihre Eltern Bandit und Chilli gehören, mit dem Verkauf ihres Hauses in Brisbane und dem bevorstehenden Umzug auseinandersetzen, während Bandits Bruder Radley und Blueys Patentante Frisky heiraten.
Animiert vom Ludo Studio in Brisbane und inspiriert von den Erlebnissen des Schöpfers Joe Brumm, ist Das Schild die erste Sonderfolge der Serie und mit 28 Minuten auch die längste. Sie wurde als Finale der dritten Staffel angekündigt und als Testlauf für eine mögliche Spielfilmadaption produziert. Sie wurde am 14. April 2024 auf dem australischen Sender ABC Kids ausgestrahlt (mit rund 2,3 Millionen Zuschauern) und im Ausland auf den Kabel- und Streaming-Plattformen von Disney. Die Resonanz war überwiegend positiv, während die Meinungen über das Ende gemischt waren; verschiedene Medien wiesen auch auf die emotionale Wirkung der Episode auf Zuschauer und Fans hin. In der darauffolgenden Woche wurde die Bluey-Bonusepisode Überraschung veröffentlicht.

## Handlung
Während sie sich auf die bevorstehende Hochzeit ihres Onkels Radley mit ihrer Patentante Frisky vorbereitet, hat Bluey Heeler ein ungutes Gefühl, weil ihre Eltern ihr Haus in Brisbane verkauft haben. (a) Ihr Vater Bandit hat einen besser bezahlten Job in einer anderen Stadt angenommen, und obwohl seine Frau Chilli seine Entscheidung, mit der Familie umzuziehen, nach außen hin unterstützt, ist auch sie unsicher, ob es die richtige Entscheidung ist. Blueys kleine Schwester Bingo ist derweil ungewöhnlich gelassen, was die Situation angeht.
Nachdem Bluey der Klasse erzählt hat, dass sie wegziehen wird, liest ihre Lehrerin Calypso ihnen ein Aufklapp-Bilderbuch mit dem Titel Der Bauer vor. Die Geschichte handelt von einer Figur, die viele Höhen und Tiefen durchlebt und jeder Wendung des Schicksals mit dem Satz „Wir werden sehen...“ begegnet. Als Bluey fragt, was die Geschichte bedeutet, erklärt Calypso, dass sich alles so entwickeln wird, wie es sein soll. Bluey versteht das so, dass ihre Familie in ihrem Haus bleiben wird, aber an diesem Nachmittag erklärt sich ein Paar alter Bobtails bereit, das Haus zu kaufen, was ihre Laune wieder verdirbt.
Während der Hochzeitsprobe versuchen Bluey, Bingo und ihre Cousinen Muffin und Socks, das „Zu verkaufen“-Schild vor dem Haus zu entfernen, weil sie glauben, dass es den Verkauf an die Bobtails verhindern wird. Die Mädchen glauben, dass Frisky ihnen hilft, als sie versucht, das Schild für die Dauer der Hochzeit abzunehmen, aber als sie und Rad sich darüber streiten, wo sie nach ihrer Hochzeit wohnen werden, sagt sie die Hochzeit ab und fährt weg.
Chilli macht sich auf die Suche nach Frisky und nimmt alle vier Mädchen mit. Die Gruppe hat Glück und Pech, bis sie Frisky schließlich am Mount Coot-tha Lookout einholt, wo Bluey erfährt, dass das Entfernen des Schildes den Verkauf nicht verhindern wird, und auch Chilli lernt ihre eigenen Unsicherheiten beim Verlassen des Hauses kennen. Die Mädchen versuchen, mit einer Glücksmünze, die Bluey gefunden hat, durch ein Aussichtsfernrohr zu schauen, aber die Münze bleibt im Schlitz stecken. Muffin bemerkt, dass es gar keine Glücksmünze war; Bluey sinniert: „Wir werden sehen…“ und lernt langsam die Bedeutung dieser Worte. Rad und Frisky versöhnen sich, beschließen, in Brisbane zu bleiben und heiraten im Haus der Heelers in Anwesenheit zahlreicher Gäste. (b)
Am nächsten Tag beginnen die Möbelpacker mit dem Einpacken des Heeler-Hauses, und Bingo dämmert endlich, dass der Verkauf des Hauses bedeutet, es zu verlassen. Bluey versucht, ihre Schwester zu beruhigen, indem sie ihr die Geschichte über den Bauern erzählt. Bandit fragt sich, ob er einen Fehler macht, was Chilli bestätigt, aber ihm versichert, dass sie es gemeinsam schaffen werden. Währenddessen benutzen die Bobtails am Aussichtspunkt Blueys Glücksmünze, um das Fernglas zu bedienen, durch das sie ein anderes Haus sehen, das zum Verkauf steht (c) und das den Pool hat, den sie schon immer wollten. Dies veranlasst sie, vom Kauf des Heeler-Hauses zurückzutreten. Als Bandit die Nachricht erhält, reißt er zur Freude und Erleichterung seiner Familie das Schild „Zu verkaufen“ aus dem Boden. Sie kehren alle ins Haus zurück und essen später friedlich ein Abendessen zum Mitnehmen im Spielzimmer des Hauses.

## Besetzung und Synchronisation
| Figur         | Englischer Sprecher | Deutscher Sprecher |
| ------------- | ------------------- | ------------------ |
| Bandit Heeler | David McCormack     | Bernhard Völger    |
| Chilli Heeler | Melanie Zanetti     | Anna Carlsson      |
| Calypso       | Megan Washington    | –                  |
| Radley Heeler | Patrick Brammall    | –                  |
| Frisky Heeler | Claudia O’Doherty   | Anja Rybiczka      |
| Stripe Heeler | Dan Brumm           | –                  |
| Trixie Heeler | Myf Warhurst        | –                  |
| Chris Heeler  | Chris Brumm         | –                  |
| Bob Heeler    | Sam Simmons         | –                  |
| Mort Cattle   | Lawrence Newman     | –                  |
| Brandy Cattle | Rose Byrne          | Giuliana Jakobeit  |
| Wendy         | Emily Taheny        | –                  |

Die Kinderfiguren werden von den Kindern des Produktionsteams der Serie gesprochen und sind nicht als Synchronsprecher angegeben, um sie vor der Öffentlichkeit zu schützen.
Gastauftritte
| Figur         | Englischer Sprecher                  | Deutscher Sprecher |
| ------------- | ------------------------------------ | ------------------ |
| Polizist      | Joel Edgerton                        | –                  |
| Bobtails      | Deborah Mailman und Brendan Williams | –                  |
| Bucky Dunstan | Rove McManus                         | –                  |
| Cookie        | Jazz D’Arcy                          | –                  |

## Produktion
“If you think of Bluey as a sitcom, they all have a wedding episode, so I fancied a crack. The idea lodged in my head and the story grew from there.”

„Wenn man sich Bluey als Sitcom vorstellt, haben sie alle eine Hochzeitsepisode, also hatte ich Lust, es einmal zu versuchen. Die Idee setzte sich in meinem Kopf fest und die Geschichte wuchs von dort aus.“

Bluey wird vom Ludo Studio in Brisbane für die Australian Broadcasting Corporation (ABC) mit Unterstützung von Screen Queensland und Screen Australia animiert und produziert sowie von BBC Studios vertrieben/finanziert. Die Serie erforscht Spielzeit, Fantasie und Familienleben, wie es durch die titelgebende Figur, einen Blue-Heeler-Welpen, und ihre Familie und Freunde gesehen und erlebt wird.
Die als Finale der dritten Staffel angekündigte Episode (d) Das Schild ist die erste Sonderfolge von Bluey, und mit 28 Minuten auch die längste. Amy Amatangelo von der Los Angeles Times verglich sie mit einem zweistündigen Film nach den Standards der Serie. Laut Ludo-Mitbegründer Daley Pearson dient die Episode als potenzieller Testlauf für eine Episode in Spielfilmlänge, nachdem zu einem späteren Zeitpunkt eine vierte Staffel folgen soll. Sie wurde auch von den Erfahrungen des Serienschöpfers Joe Brumm im wirklichen Leben inspiriert, und enthält viele Verweise auf frühere Bluey-Episoden.
Über den „epischen“ Umfang von Das Schild sagten zwei Mitarbeiter der Serie:

“It's actually quite Shakespearean in a comedy for it to end with a wedding, so it just feels momentous and joyous. There's a lot that gets explored that we can't really do in seven minutes and I think that's one of the exciting things about the 28-minute episode.”

„Es ist eigentlich ziemlich Shakespeare-typisch für eine Komödie, dass sie mit einer Hochzeit endet, es fühlt sich also einfach bedeutsam und fröhlich an. Es wird eine Menge erforscht, was wir in sieben Minuten nicht wirklich tun können, und ich denke, das ist eines der aufregenden Dinge an einer 28-minütigen Episode.“

“We always said wouldn't it be incredible if we could do three seasons and a movie. We would love to do beyond that but that wouldn't be an Everest to climb. I think this is a version of delivering on that promise. It was such a great creative challenge that we had to do it.”

„Wir haben immer gesagt, es wäre unglaublich, wenn wir drei Staffeln und einen Film machen könnten. Wir würden gerne noch mehr machen, aber das wäre kein Everest, den wir erklimmen müssten. Ich denke, dies ist eine Version der Einlösung dieses Versprechens. Es war eine so große kreative Herausforderung, dass wir es tun mussten.“

Die Episoden von Bluey werden von vier verschiedenen Teams bei Ludo produziert; Das Schild war das erste Mal, dass sie gemeinsam an einer Episode arbeiteten, „eine große Produktionsherausforderung an sich“, wie Pearson sagt. Zanetti und David McCormack nahmen ihre Dialoge in einer zweiteiligen Sitzung auf und wussten dabei nicht, wie die Geschichte enden würde oder ob der Schachzug der Heelers gelingen würde. Die Folge enthielt auch Gastauftritte von Rove McManus (als Immobilienmakler Bucky), Joel Edgerton (als Polizist am Straßenrand), und Deborah Mailman und Brendan Williams als das Paar, das das Haus der Heelers beinahe gekauft hätte.
Im Dezember 2024 kündigte Brumm an, dass Das Schild sein letztes Drehbuch für die Serie sein würde, da er eine Pause vom Schreiben von Episoden einlegen würde, um sich auf einen bevorstehenden Bluey-Film zu konzentrieren.

## Musik
Wie beim Rest der Serie fungierte Joff Bush als Komponist von Das Schild und trug eine erweiterte Version des Staffel-2-Lieds Dance Mode bei. Megan Washington, die Stimme von Calypso, sang in der Schlussszene eine Neuaufnahme von
Lazarus Drug (aus ihrem 2020er Album Batflowers); Brumm hatte sich 2020 in den Song „verliebt“ und plante, ihn irgendwann danach für Bluey zu verwenden. Während einer Vorpremiere der Episode war Washington „zu Tränen gerührt“, als der Song gespielt wurde, und sagte später, dass sein Erscheinen „ein kleines Wunder“ für sie war und „ein wunderschönes Crossover“. Die Filmmusik für Das Schild gewann 2024 den APRA Screen Music Award für die beste Musik für Kinderfernsehen; es ist die dritte Episode von Bluey, die diesen Preis nach Ärgern und Verpackung gewinnt. Die Filmmusik gewann auch den AACTA Award für die beste Originalmusik im Fernsehen.

## Thematik
Bluey: „Warum haben Geschichten immer ein gutes Ende?“

Calypso: „Ich denke, weil das Leben uns genug traurige beschert.“

— Dialog aus Das Schild, der nach Ansicht von Utahs Deseret News die Herausforderungen widerspiegelt, mit denen Kinder bei einem Umzug konfrontiert sind.
„Die Lektion für das Leben [in Das Schild]“, schrieb Jack Seale vom Guardian, „ist, dass Erwachsene manchmal große Veränderungen in ihrem Leben vornehmen müssen, und dass es, obwohl es so aussieht, als würden sie Unglück bringen, schwer zu wissen ist, was hinter der nächsten Ecke liegt – vor allem, weil die Erwachsenen selbst es auch nicht wissen.“  Die Botschaft der Folge, mit den Unwägbarkeiten des Lebens umzugehen und auf das Gute zu hoffen, wurde von Amatangelo, sowie Andy Swift von TVLine angemerkt. Die Zusicherung von Calypso, Blueys Lehrerin, dass Märchen ein Happy End haben, „war verdammt echt. War diese Lektion Teil ihres von der Schule genehmigten Lehrplans?“, fragt sich Swift. „Wahrscheinlich nicht. Aber es ist eine buchstäbliche Hund-frisst-Hund-Welt da draußen, und sie soll verdammt sein, wenn sie diese Welpen nicht darauf vorbereitet.“ Kathryn VanArendonk von Vulture bezeichnete die Entscheidung der Heelers, zu bleiben, als „elektrisierende, ekstatische Nachricht“ für Bandits Verwandte und fand es auch „eine bizarre Entscheidung für eine Kindersendung, die bis zu diesem Zeitpunkt Einfühlungsvermögen und Akzeptanz gegenüber normalen Lebensereignissen, die bei jungen Kindern echte Ängste und Aufruhr verursachen, in den Vordergrund gestellt hat.“ Im National Catholic Reporter sagte Eric A. Clayton: „Ich weiß nicht, ob Bandit klinisch depressiv war [wegen des bevorstehenden Umzugs], aber ich glaube, dass er sich – um einen Grundbegriff der ignatianischen Tradition zu verwenden – in einem Zustand der Verzweiflung befand.“ Thomas Mitchell vom Sydney Morning Herald sah in der Folge einen Kommentar zur australischen Immobilienkrise.
Oliver Brandt vom Men’s Journal vermutete, dass die Handlung von Das Schild‚ die Untertöne eines altehrwürdigen australischen Sprichworts widerspiegelt: „She'll be right“ (deutsch „Es wird alles gut“), das verwendet wird, um die Unsicherheit in einer bestimmten Situation auszudrücken. Darüber hinaus bezieht sich die Episode auf die chinesische Philosophie durch die Geschichte des Bauern – aus dem alten chinesischen Text Huainanzi, so Julian Glassman von The Mary Sue.
Amanda Yeo von Mashable erklärte, dass „die Fans mit Unglauben, Trauer und Ablehnung“ auf die Enthüllung des „Zu verkaufen“-Schildes am Ende der vorangegangenen Folge Geisterkörbchen reagierten. Yeo fügte hinzu: „Der Gedanke, dass wir uns vielleicht von diesem Urgestein der Serie [dem Heeler-Haus] verabschieden müssen, ist für viele Zuschauer unvorstellbar.“ Verschiedene US-amerikanische, kanadische, britische und neuseeländische Medien berichteten, dass die Zuschauer beim Anblick von Das Schild größtenteils in Tränen ausbrachen und sich Sorgen machten, ob die Serie damit enden würde.

## Veröffentlichung und Vermarktung
„Das Schild“ wurde von ABC Anfang November 2023 angekündigt, ein Teaser wurde am 14. desselben Monats veröffentlicht, ein Trailer am 25. März; am Tag vor der Ausstrahlung lud Ludo eine Zusammenfassung auf YouTube hoch, die sich auf alle drei Staffeln bezog, die Vorbereitungen zur Ausstrahlung wurden von den BBC Studios geheim gehalten.
Nach der einleitenden Episode Geisterkörbchen vom 7. April wurde Das Schild am 14. April 2024 auf ABC Television/ABC Kids und ABC iView in Australien sowie auf Disney+ und Disney Jr./Disney Channel in anderen Ländern ausgestrahlt; am 22. April feierte es auch auf dem neuseeländischen Sender TVNZ+ Premiere. Am Tag der Ausstrahlung versammelten sich Hunderte von Menschen auf dem Federation Square in Melbourne zu einer Sondervorführung.
Im Vorfeld der Premiere von Das Schild wurde das Haus der Familie Heeler auf Domain, einer australischen Immobilienseite, „gelistet“ (mit einer Adresse im Vorort Oxley in Brisbane). Fast zwei Wochen nach der Ausstrahlung der Folge brachte der Online-Immobilienmarktplatz Zillow einen Werbespot heraus, der eine Hommage an die Folge darstellt und von Ryan Reynolds’ Firma Maximum Effort produziert wurde. Er wurde von Dan Brumm (der im Original auch die Stimme von Onkel Stripe spricht) gesprochen und zeigte echte Hundedarsteller, die den ursprünglichen Animinationsfiguren ähnelten.

## Rezeption

### Zuschauerzahlen
Während der ersten beiden Ausstrahlungen auf ABC erreichte Das Schild 2.288.000 Zuschauer, was den Spitzenplatz in der nationalen australischen TV-Publikumsrangliste (OzTAM) bedeutete, und ist derzeit die Bluey-Episode mit den höchsten Einschaltquoten in Australien; zuvor hatte die Folge Ostern diesen Platz inne. In der ersten Woche auf der Plattform wurde die Folge weltweit 10,4 Millionen Mal auf Disney+ angesehen. (f) Am Tag nach der Premiere berichtete die kanadische CBC News, dass die Nutzer der IMDb-Website die Folge mit 9,9 bewertet haben.

### Kritische Analyse
Das Schild erhielt während und nach seiner Erstausstrahlung positive Kritiken. Jack Seale erklärte: „Das ist die Antwort der animierten australischen Hunde auf Killers of the Flower Moon. Aber es gibt keinen Grund zur Besorgnis: alles, was Bluey magisch macht, ist intakt.“ Andy Swift nannte die Episode „eine spannende halbe Stunde Fernsehen – eine rasante, scharf geschriebene, zutiefst nachdenkliche Untersuchung des menschlichen Geistes“. Joel Keller vom Decider-Dienst der New York Post bewertete sie mit „Stream It“. „Es gibt ein paar gepolsterte Momente, wie die Geschichte über den Bauern“, fügte er hinzu, „aber Brumm und Co. haben sich eine Geschichte ausgedacht, die es schafft, die Zeit ganz gut zu füllen, sowie die übliche Arbeit der Serie zu erledigen, die sowohl Kinder als auch Erwachsene in der einen Minute zum Lachen bringt und die Erwachsenen in der nächsten nach den Taschentüchern greifen lässt“. Julia Glassman gab der Serie „5/5 For Sale Signs“ und hob auch den „meta-narrativen“ Ansatz hervor, bei dem „die Serie auf subtile Weise die Tatsache kommentiert, dass es sich um eine Serie handelt“. Sarah Shachat von IndieWire nannte Joff Bushs Arbeit „einen der besten TV-Scores“. Liz Giuffre wird in der Canberra Times zitiert: „Das ultimative Hochzeitsfernsehen… [diese Episode] belohnte langjährige Zuschauer“ und „ist dazu bestimmt, sich in die Geschichte der australischen Hochzeiten auf dem Bildschirm einzureihen.“
Trotz dieses großen Beifalls wurde das Ende der Episode gemischt aufgenommen. Kathryn VanArendonk fand es „seltsam unrealistisch...[und] enttäuschend bis hin zur Frustration, eine Abweichung von Blueys gewohnter Leichtigkeit im Umgang mit komplexen Emotionen... ein Märchen, das sich auch wie ein Ausweg anfühlt.“ Sie fügte hinzu: „Aber als Ende oder als Übergang der Serie in eine neue Phase ist ‚Das Schild‘ wie so vieles an Bluey: perfekt und niederschmetternd.“ Meg Walter von den Deseret News schlug vor, dass junge Zuschauer „ein anderes Ende verdienen“, das auf der Realität basiert, und dass Bandits „Last-Minute-Entscheidung falsche Hoffnungen“ bei Kindern wecken könnte, die in neue Städte ziehen.  Kendall Myers von Collider schrieb: „[Während] nur wenige Bluey-Folgen eine solche emotionale Achterbahnfahrt darstellen wie [diese]… das unerwartete Ende [lässt] die Lektion flach fallen. Obwohl die längere Episode ein gutes Tempo hat, fesselnd und insgesamt so gut wie jede andere Folge ist, ist die Rückverfolgung von Blueys Handlungsstrang ein großer Fehler, da sie nicht mit dem übereinstimmt, worum es in der Serie geht.“ Im Gegensatz dazu lobte Glassman die Entscheidung der Heelers zu bleiben, was zu Vorfreude auf zukünftige Geschichten über die Hundefamilie führte.

## Fortsetzung
Spekulationen über eine zusätzliche Episode nach Das Schild wurden unter Fans und von The Mary Sue diskutiert, wobei Bloomberg News über Brumms Bestätigung berichtete. Zusammen mit einem ersten Bild kündigte Disney am 20. April 2024 an, dass diese Episode mit dem Titel Überraschung am darauffolgenden Morgen auf ihren Sendern ausgestrahlt würde. Überraschung war bereits auf dem britischen Sender CBeebies als Something Special in einer Simultanübertragung mit ABC ausgestrahlt worden; letzterer hatte zuvor seinen TV-Guide-Eintrag durch eine Wiederholung ersetzt, um die Fans auf dem Sendeplatz zu überraschen. Die Geschichte in regulärer Länge zeigt Bluey und Bingo, die zwei verschiedene Spiele mit Bandit spielen, und einen Epilog, der in der nahen Zukunft spielt, in der eine erwachsene Bluey und ihr Kind ihren Eltern einen Besuch abstatten. In der Episode bezieht sich Chilli auf den Vorfall des Beinahe-Umzugs aus der vorherigen Episode.